# Pseudagrion inopinatum
Pseudagrion inopinatum là một loài chuồn chuồn kim trong họ Coenagrionidae.
Loài này được xếp vào nhóm loài nguy cấp trong sách Đỏ của IUCN năm 2007, de trend van de populatie is volgens de IUCN dalend.
Pseudagrion inopinatum được Balinsky miêu tả khoa học năm 1971.

## Hình ảnh

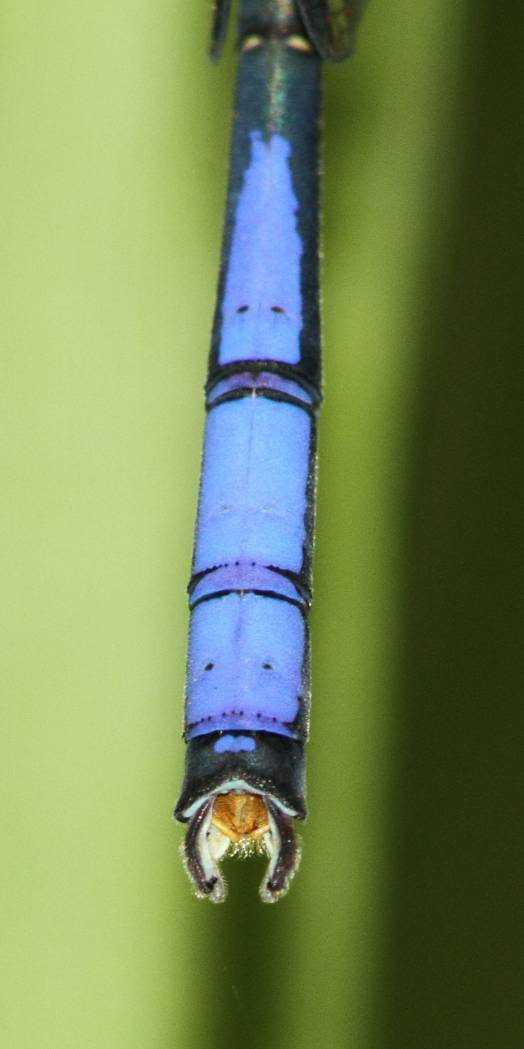